# Агата Харкнесс
Ага́та Ха́ркнесс (англ. Agatha Harkness) — персонаж вселенной Marvel Comics. Была создана сценаристом Стэном Ли и художником Джеком Кирби и дебютировала в Fantastic Four № 94 (январь 1970). Она очень могущественная ведьма, гувернантка Франклина Ричардса, учительница Ванды Максимофф, а также мать Николаса Скрэтча. Она была изображена как одна из оригинальных ведьм (Процесс над салемскими ведьмами).
Кэтрин Хан сыграла Агату Харкнесс в сериале «Ванда/Вижн», входящего в Кинематографическую вселенную Marvel. Актриса повторила роль в спин-оффе сериала под названием «Это всё Агата».

## История публикаций
Агата Харкнесс создана сценаристом Стэном Ли и художником Джеком Кирби и дебютировала в Fantastic Four № 94 (январь 1970).

## Биография
Агата Харкнесс была впервые представлена как гувернантка Франклина Ричардса. Она с лёгкостью отбилась от Ужасающей четвёрки, когда они пришли похитить Ричардса, и призналась Фантастической четвёрке, что она ведьма. Затем она помогла Фантастической четвёрке в бою с Аннигилусом.
Агата Харкнесс была одной из самых могущественных ведьм Земли и членом Нью-Салема — колонии ведьм, которую позже покинула в одиночку.
Благодаря действиям её сына Николаса Скрэтча, Агата была раскрыта как резидент ранее неизвестного миру города Нью-Салема в штате Колорадо, лидером которой она была. Скрэтч установил контроль над городом и убедил его жителей в том, что Агата предала сообщество, работая на Фантастическую четвёрку.

## Силы и способности
Харкнесс является могущественной колдуньей, обладающей сильной магией. Её магические способности позволяют ей: телепортироваться, формировать энергетическую проекцию, манипулировать внепространственной энергией и призывать потусторонних существ из смежных с Землёй измерений посредством произнесения заклинаний. Также она владеет гипнозом, передачей мыслей и может создавать иллюзии. Из-за преклонного возраста Агата не обладает высокой выносливостью. Ко всему прочему, Агата отличается высоким уровнем интеллекта и обширными познаниями в области магии. 

## Эбони
У Агаты есть волшебный фамильяр по имени Эбони — чёрный кот, способный превращаться в большую свирепую чёрную пантеру. Когда-то она пожертвовала Эбони ради того, чтобы обрести способности предвидения.

## Альтернативные версии

### Ultimate Marvel
Во вселенной Ultimate Marvel Агата Харкнесс появляется в Ultimate Fantastic Four, однако, в отличие от оригинала, здесь она представлена как молодая женщина. При первом появления она заявляет, что является психологом ЩИТа, которому было поручено провести беседу с учёными из Здания Бакстера. В дальнейшем выясняется, что на самом деле Агата представляет собой древнее эмпатическое существо, погубившее Атлантиду. Будучи известна как Дракон семерых или Гидра, она в состоянии существовать как отдельное существо, а также в качестве семи независимых организмов. В последнем случае она выдавала себя за Салемскую семёрку. 

## Вне комиксов

### Телевидение
- Элизабет Шеперд озвучила Агату Харкнесс в мультсериале «Мстители. Всегда вместе»[8][9]. В серии «Ученица чародейки» её навещают Алая Ведьма и Вижн, которым пришлось сражаться с Николасом Скрэтчем и Салемской семёркой.
- Агата Хакнесс, озвученная Паулиной Ньюстоун[9], появилась в мультсериале «Люди Икс: Эволюция», где она обучает Алую Ведьму.
- Агата Харкнесс появилась в сериале «Ванда/Вижн», где её сыграла Кэтрин Хан[10]. В отличие от комиксов, Агата вместо кота имеет кролика по имени Сеньор Скрэтч.
- Хан повторила роль Харкнесс в сериале «Это всё Агата», являющемся спин-оффом «Ванда/Вижн»[11].

### Тематические парки
Агата Харкнесс, на основе её появления в Кинематографической вселенной Marvel, появилась в Калифорнийском парке приключений Диснея во время мероприятия «Oogie Boogie Bash».

### Прочее
В честь Агаты Харкнесс получил своё имя Джек Харкнесс, персонаж британского научно-фантастического телесериала «Доктор Кто».